# ريح القص

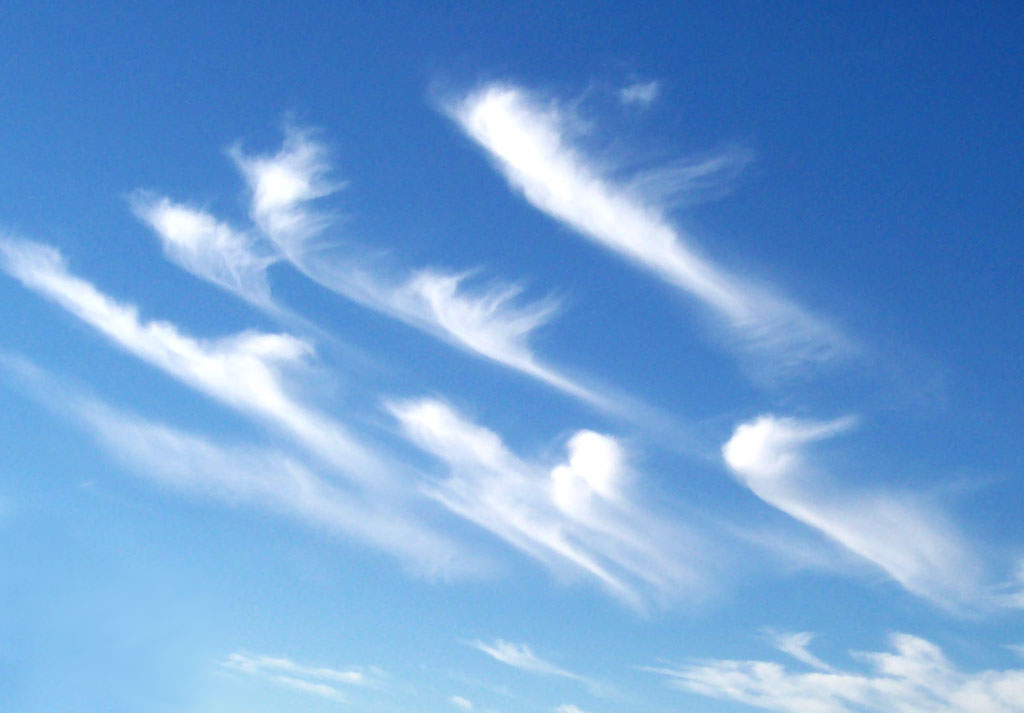
سحب من نوع السمحاق التي تتكون على ارتفاعات عالية مع علامات لوجود رياح القص.

يطلق مصطلح رياح القص أو المقص الهوائي (بالإنجليزية: Wind shear)‏ على ظاهرة مناخية ناتجة عن اختلاف مفاجئ في سرعة الرياح أو اتجاهها بين نقطتين من الغلاف الجوي قريبتين بما يكفي. استنادا إلى وضعية النقطتين المرجعيتين سواء كانتا على ارتفاعات مختلفة أو في إحداثيات جغرافية مختلفة، يمكن تحديد ما إذا كانت رياح القص رأسية أم أفقية. ينتج عن رياح القص ما يسمى بتقلب كلفن هيلمهولتز الذي يؤدي إلى حدوث اضطراب جوي شديد في طبقة الاحتكاك.
يمكن لرياح القص التأثير على سرعة طيران الطائرة أثناء الإقلاع أو الههبوط بشكل كارثي. رياح القص مسؤولة أيضا عن إمكانية زيادة قوة السحب الرعدية أو إضعافها من خلال زيادة أو تقليل قوة التيارات الهوائية الصاعدة.

## أماكن وظروف الحدوث
في حالة التقاء جبهات هوائية. عندما يكون هناك فرق في درجة الحرارة بأكثر من 5 كلفن بين كتلتين هوائيتين متصادمتين، أو عند تقدم الجبهة بأكثر من 7.5 متر في الثانية، فمن المرجح جدا ملاحظ رياح القص. بالنظر إلى الطبيعة الثلاثية الأبعاد للجبهات الهوائية، يمكن ملاحظة هذا النوع من القص على جميع الارتفاعات بين السطح ومنطقة التربوبوز، وبالتالي يمكن رؤيتها أفقيا وعموديا. الرياح الرأسية فوق الجبهات الدافئة أكبر خطرا على الطيران من تلك التي تكون قرب الجبهات الباردة وخلفها بسبب طول مدتها.
بالقرب من العقبات الجبلية. عندما تهب الرياح من الجبل، يمكن ملاحظة القص فوق منحدر الريح. ينتج عنه اضطراي دوار قد يشكل خطورة على الطائرات الصاعدة والنازحة.
في الجزء العلوي من طبقة الانقلاب الحراري. وخلال الليالي
الهادئة والواضحة، يمكن تتشكيل طبقة انعكاسية على مستوى الأرض عن طريق الإشعاع. بما أن الاحتكاك لم يعد يؤثر على الرياح فوق الطبقة، فإنه يمكن أن يغير اتجاهه (أحيانا أكثر من 90 درجة) وسرعة (إلى غاية 20 متر في الثانية). نادرا ما يمكن أن يتشكل تيار نفاث منخفض المستوى، مما قد يسبب صعوبات شديدة في الملاحة الجوية. يعرف هذا أيضا باسم رياح القص غير الحامل لأنها لاتنتج بسبب العواصف الرعدية القريبة.
رياح القص قد تنتج أيضا عن التقاء عاصفة هابطة مع الهواء المحيط.

## التأثير
يمكن لرياح القص عرقل حركة الطائرات، وخاصة أثناء الإقلاع والهبوط عن طريق تعطيل سرعة الرياح النسبية أو إنتاج اضطرابات هوائية.
رياح القص هي أيضا عامل رئيسي يحكم شدة العواصف الرعدية الشديدة والعواصف الغائرة. في المقابل تعمل على منع تطور الأعاصير الاستوائية.

## روابط خارجية
- المكتبة الرقمية الوطنية للعلوم - رياح القص